# Луї Віллік
Луї Віллік (1890 — 20 століття) — бельгійський важкоатлет.
Срібний призер Олімпійських Ігор 1920 року в категорії до 67,5 кг.